# Alberto Morais Foruria
Alberto Morais Foruria (Valladolid, Castella i Lleó, 23 de març de 1976), és un director de cinema espanyol. Ha dirigit i produït els llargmetratges Un lugar en el cine (2008), documental amb Víctor Erice, Theo Angelopoulos i Ninetto Davoli, Las olas (2011), pel·lícula amb la qual ha guanyat tres premis al 33è Festival Internacional de Cinema de Moscou de 2011: Sant Jordi d'Or a la Millor Pel·lícula, Sant Jordi de Plata al Millor Actor i Premi FIPRESCI de la Crítica Internacional, Los chicos del puerto (2013), estrenada al Festival Internacional de Cinema de Moscou, exhibida al TIFF (Festival Internacional de Cinema de Toronto), després de l'estrena comercial ha recorregut espais com el Museu Nacional Centre d'Art Reina Sofia o al Teatre romà de Mèrida. La Madre (2016) va ser estrenada en el Festival Internacional de Cinema de Mont-real i SEMINCI després de la seva selecció en La Cinéfondation del Atelier de festival de Cannes.

## Dades biogràfiques i cinematografia
Morais és Llicenciat en Belles arts per la Universitat Politècnica de València, Diplomat per la Càtedra de cinema de Valladolid, Diplomat pel Màster de Guió Luis García Berlanga pertanyent a la UIMP i Diplomat per l'Escola de cinema TAI. Ha produït i dirigit dos curtmetratges i quatre llargmetratges. En 2008, crea la productora Olivo Films, S.L.
Les obres cinematogràfiques de Morais es consoliden en les ruïnes de la Segona Gran Transformació Social, amb el ressò de Karl Polanyi i de Byung-Chul Han de fons.

### Un lugar en el cine
En 2007 va dirigir el llargmetratge documental Un lugar en el cineuna pel·lícula a cavall entre la ficció i el documental, i amb el protagonisme inèdit de Víctor Erice i Theo Angelopoulos. Es va estrenar en la Secció Oficial del Festival Internacional de Cinema de Sao Paulo en 2007, i ha participat en festivals com SEMINCI (Festival Internacional de Valladolid) en 2007, Festival de cinema de Màlaga, Festival Internacional de Vinya de la Mar, Festival internacional de Rotterdam i Bafici en 2008, entre d'altres. Va guanyar el premi “Asociazione La Rinascita” en el marc del Convengo Pasolini “Una disperata vitalitá”. Un lugar en el cine es va estrenar a sales comercials en maig de 2008.

### Las olas
A la fi de 2008 va fundar la productora Olivo Films S.L. amb la qual ha produït, escrit i dirigit la pel·lícula Las olas (2011). Las olas tracta de Miguel, un octogenari que viatja des de València fins a Argelers, lloc on van anar a parar milers de refugiats després de la guerra civil espanyola. El personatge busca una reconciliació personal i també històrica.
El protagonista de la pel·lícula és Carlos Álvarez-Nóvoapremi Goya al millor actor revelació per la pel·lícula Solas,1999), i està acompanyat per Laia Marull (guanyadora de 3 premis Goya: millor actriu revelació per Fugitivas, 2001, millor actriu protagonista per Te doy mis ojos, 2004, i millor actriu de repartiment per Pa negre, 2011), i Armando Aguirre (molt conegut pel seu paper a la sèrie de TV3 El cor de la ciutat). Es va estrenar al juny de 2011 en la Secció Oficial del 33è Festival Internacional de Cinema de Moscou on va rebre tres premis:
- Sant Jordi d'Or[9] a la Millor Pel·lícula
- Sant Jordi de Plata al millor actor[10]
- Premi FIPRESCI de la Crítica Internacional.[2]

### Los chicos del puerto
La pel·lícula, Los chicos del puerto, tracta d'un xaval de 13 anys, Miguel, que fa el viatge que el seu avi no pot fer, ja que està tancat per la seva pròpia família. La missió és molt senzilla, anar a un funeral i dipositar una guerrera militar en la tomba d'un vell home, amic del seu avi. Miguel, acompanyat per Lola i Guillermo, surt d'aquesta illa dins de València que és el barri de Natzaret. Deambula per la perifèria de València buscant un cementiri, i enfrontant-se en definitiva a una ciutat deserta, almenys per un dia. Rodada a l'agost de 2012 a la ciutat de València amb tres nens com a protagonistes: Omar Krim, Blanca Bautista i Mikel Sarasa. La pel·lícula ha tingut la seva estrena nord-americana a Toronto International Film Festival (TIFF),i mundial en la Secció Oficial 35è Moscow International Film Festival 2013 (Classe A). Ha obtingut el Premi al Millor Guió a Tirana International Film Festival, premi del públic en Cinelatino de Tübingen, premi Túria a Nou Realitzador, premi del cinema de la Cartalera Llevant de València. Més tard ha participat en festivals com el BFI London Film Festival, Mostra de Sao Paulo, Festival Europeu de Sevilla, Olympia Int’ Film Festival i Rabat Int’ Film Festival, entre d'altres. La pel·lícula es va estrenar en sales comercials al novembre de 2013.

### La madre
La Madre, nova pel·lícula del director Alberto Morais, va tenir la seva premier europea a Valladolid (Secció Oficial), dins del marc de SEMINCI, CINEMA D'AUTOR, després de la seva estrena mundial al Festival Internacional de Cinema de Mont-real (Fiapf Classe A). La pel·lícula és protagonitzada per Javier Mendo, que debuta al cinema amb aquest paper protagonista, Laia Marull (guanyadora de 3 Premis Goya per Fugitivas, Te doy mis ojos i Pa Negre) i Nieve de Medina (Los lunes al sol, El bola, 2 francos 40 pesetas).
La pel·lícula narra la història de Miguel, una criatura de 14 anys perseguit pels serveis socials. La seva mare, sense treball i amb una vida personal inestable, és incapaç d'ocupar-se d'ell. Per això l'obliga a buscar refugi a casa de Bogdan, un romanès ex-amant d'ella que viu en una localitat pròxima. Tot es precipita quan la mare desapareix sobtadament.
La Madre és una coproducció hispano-romanesa (Olivo Films, Fundatia Teatru Contemporan) amb la col·laboració de Alfama Films (Paulo Branco). Va ser un dels 15 projectes seleccionats mundialment en l'Atelier de la Cinéfondation del Festival de Canes 2015 i compta amb el suport del fons Eurimages per al cinema, Cinéma du Monde (França) i CNC (Romania), a més de l'ajuda a projectes de l'ICAA (Ministeri de Cultura) i del IVAC (València).

## Filmografia
Curtmetratges
- Umbrales. 2000, 15 min, Alberto Morais (director i productor). Un lugar en el cine S.L.
- A campo traviesa. 2003, 19 min, Alberto Morais (director i productor). Un lugar en el cine S.L.

Llargmetratges
- 2007 - Un lugar en el cine, (documental, 107 min), Super 16 mm, dirección: Alberto Morais, producción: Alberto Morais, José Mª Lara y Pedro Pastor.
- 2011 - Las olas, (95 min, 35 mm), direcció: Alberto Morais, producció: Alberto Morais, Marta Figueras, José Luis Rubio i Verónica García
- 2013 - Los chicos del puerto (78 min), direcció: Alberto Morais. Producció: Alberto Morais, Julia Juániz, Verónica García.
- 2016 - La madre, (format 2,35), direcció i guió: Alberto Morais. Producció: Verónica García.

## Premis
- 2008: “Asociazione La Rinascita” Award at Convengo " Pasolini Una Disperata Vitalitá”
- 2011: Sant Jordi d'or com a millor llargmetratge al Festival Internacional de Cinema de Moscou (A) per Las Olas
- 2011: Premi FIPRESCI al millor llargmetratge al Festival Internacional de Cinema de Moscou (A) per Las Olas
- 2011: Premi del Jurat al Festival Internacional de Cinema de Lume per Las Olas
- 2013: Millor guió al Festival Internacional de Cinema de Tirana per Los Chicos del puerto
- 2014: Premi Turia als XXIII Premis Turia per  Los Chicos del puerto
- 2014: Premi del Jurat al Festival de Cinema Llatí de Tübingen per Los Chicos del puerto
- 2014: Premi al Cinema als Premis Levante Revie per Los Chicos del puerto
- 2017: Premi especial Turia als XXVI Premis Turia per La Madre